# Tramvajová trať Strossmayerovo náměstí – Hradčanská – Malovanka
Tramvajová trať Strossmayerovo náměstí – Hradčanská – Malovanka vede v Praze z Holešovic (Bubnů) ulicí Milady Horákové přes Letenské náměstí a Letenskou pláň, po hranici Holešovic a Bubenče, po hranici Hradčan a Dejvic přes přestupní uzel Hradčanská, poté Patočkovou a Myslbekovou ulicí po hranici Hradčan a Střešovic až na okraj Břevnova do křižovatky s ulicemi Dlabačov a Bělohorská. Úsek z dnešního Strossmayerova náměstí k vozovně Střešovice byl zprovozněn postupně v letech 1907–1909, propojení na Dlabačov pak v roce 1926.

## Historie
Přes dnešní Strossmayerovo náměstí vedla ve směru dnešní ulice Dukelských hrdinů již od roku 1884 trať koněspřežné tramvaje, od 8. září 1898 jako první z pražských tratí koňky elektrifikovaná.
V letech 1891–1902 při východním okraji dnešního Letenského náměstí kolmo křížila dnešní ulici Milady Horákové v trase dnešní Ovenecké ulice Křižíkova Elektrická dráha na Letné v Praze. Křižíkovy návrhy na její rozšiřování, odkoupení městem a napojení do městské sítě město zamítalo a Křižíkova trať byla zcela odstraněna několik let před vybudováním městské dráhy po délce letenského hřbetu.
Dvojkolejná trať mezi dnešním Strossmayerovým a Letenským náměstím byla uvedena do provozu 9. června 1907. Podle plánu schváleného v prosinci 1906 měla trať začínat u mostu Korunovační ulice přes Buštěhradskou dráhu a v ulici U letenské vodárny měla vzniknout vozovna pro 45 vozů, úsek v Korunovační ulici ani vozovna však nikdy nebyly postaveny a trať začínala na Letenském náměstí na traťovém kilometru 0,420; postavena byla i odbočná trať k vozovně, avšak stavbě vozovny zabránil jeden z majitelů pozemků, který požadoval příliš vysokou cenu (náhradou byla vybudována vozovna Střešovice). Podruhé byl úsek Korunovační ulicí schvalován v listopadu 1913, výstavbě však zabránila první světová válka.
Na dobu konání V. všesokolského sletu byla od 9. června 1907 u Letenského náměstí v provozu provizorní tramvajová smyčka s jednou předjízdnou kolejí, vůbec první tramvajová smyčka v Praze. 28. srpna 1907 byla zahájena její demontáž.
Dne 21. listopadu 1908 bylo zprovozněno jednokolejné prodloužení trati do blízkosti nádraží Bruska (dnes Praha-Dejvice, u dnešní stanice metra Hradčanská); jedna výhybna byla ve stanici Letná (u vyústění ulice U Vorlíků), další výhybna v konečné zastávce. Od 5. listopadu 1911 byl zdvojkolejněn úsek Letná – Bruska, od 18. dubna 1912 i úsek Korunovační – Letná.
Dne 24. října 1909 byla trať prodloužena k nové vozovně Střešovice.
Od roku 1910 do 26. ledna 1913 odbočovala z křižovatky Prašný most na jih ulicí U Prašného mostu krátká a extrémně strmá (až 101,9 ‰) manipulační spojovací trať k Pražskému hradu. Od 26. ledna 1913 byla náhradou otevřena nová, jednokolejná spojovací trať v ulici U Brusnice; ta byla roku 1932 zdvojkolejněna.
26. května 1912 (původně bylo zahájení povoleno od 31. května) byla po odstranění městských hradeb v oblasti dnešní ulice Badeniho u příležitosti sokolského sletu na Letné otevřena propojovací tramvajová trať Chotkovy sady – Špejchar.
Od 7. ledna 1915 do 20. ledna 1920 existovala na Letné poblíž vodárny 248 metrů dlouhá odstavná kolej pro sanitní tramvaje u provizorních baráků pro válečné rekonvalescenty.
V prosinci 1916 byla navržena soustava tratí, které měly z letenské trati odbočovat do oblasti Bubenče a Dejvic v prostoru dnešní křižovatky Špejchar. Jedna větev měla vést dnešními ulicemi Pelléova a V sadech ke sv. Gotthardu, dnešními ulicemi Jaselská a Dejvická měla vést trať k dnešnímu Vítěznému náměstí, z ní měla dnešními ulicemi Kyjevská, Wuchterlova a Generála Píky vést nákladní odbočka do dejvické vojenské zásobárny a ta se měla v areálu kasáren dále větvit. Ulicí Svatovítskou měla vést jednokolejná spojka. Celý návrh byl zamítnut kvůli nežádoucímu úrovňovému křížení s Buštěhradskou dráhou.
Od 11. ledna 1917 odbočovala do Korunovační ulice kusá kolej sloužící jako obratiště. Zanikla v roce 1937 při přeložce tratě.
Dne 6. června 1926 bylo k příležitosti VIII. všesokolského sletu zprovozněno prodloužení na Dlabačov, kde se napojila na trať do Břevnova vybudovanou roku 1923. Úsek od Octárny k manipulační koleji Hládkov byl původně jednokolejný a jednosměrný ve směru od Malovanky k vozovně Střešovice, druhá kolej se připojovala z ulice Hládkov. V následujících letech sloužila tato trať jen příležitostně, nikoliv k pravidelnému provozu. Zdvojkolejněn byl úsek Octárna – Malovanka od 5. června 1932 u příležitosti dalšího sokolského sletu, přičemž kolej z ulice Hládkov byla i nadále zaústěna až do křižovatky Malovanka, takže v tomto úseku Myslbekovy ulice byla trať tříkolejná. Při zavedení pravostranného provozu 26. března 1939 nebylo napojení koleje z Hládkova upraveno a během války byla kolej postupně odpojena a rozebrána. Obnovena byla 16. června 1947 a dosud je udržována v provozuschopném stavu, i když není nijak využívána.
V letech 1932–1971 ústila do trati v Myslbekově ulici i bloková smyčka Malovanka z ulice Za Pohořelcem.
Od 5. června 1932 bylo v provozu prodloužení tratě ze Strossmayerova náměstí propojkou Antonínskou ulicí do Bubenské ulice. Při rozsáhlé rekonstrukci severního předmostí Hlávkova mostu v letech 1978–1980 byla trať v Bubenské ulici zrušena a spojovací trať zahloubena do mimoúrovňové křižovatky.
Od 23. října 1932 nedaleko střešovické vozovny zprovozněna v křižovatce zvané Octárna odbočka Střešovickou ulicí do zastávky Ořechovka, první úsek trati na Petřiny. Oblouk od Petřin k Hládkovu byl jako jednosměrný nově zprovozněn 25. května 1948, od 4. června 1965 byl doplněn i oblouk pro opačný směr (od Hládkova k Petřinám).
V roce 1937 byla trať na Letenské pláni v rámci přestavby ulice přeložena do jiné nivelety, poslední etapa přestavby skončila 15. října 1937.

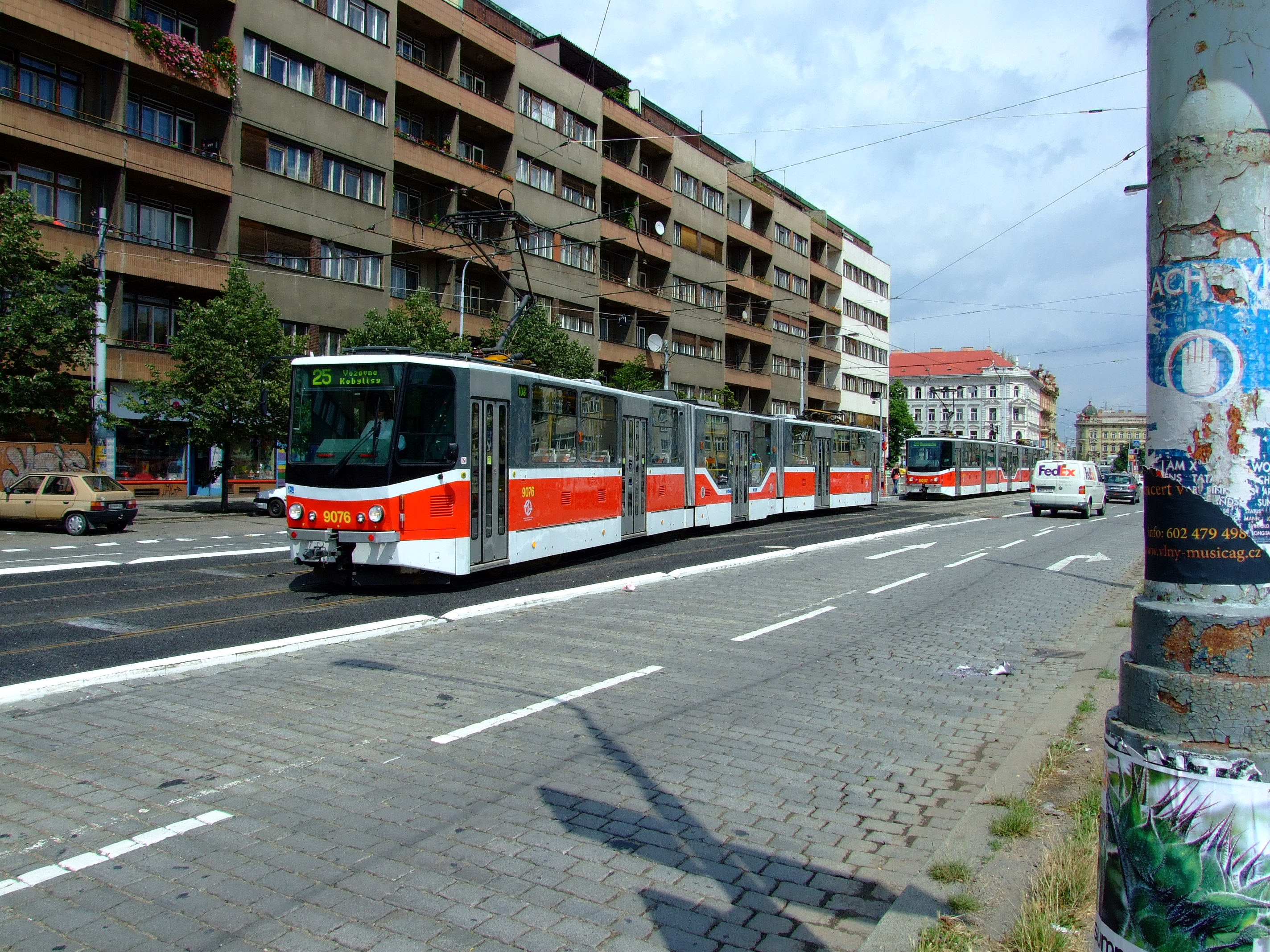
Provizorní přejezdové obratiště na Letné po dobu výstavby tunelu Blanka

23. října 1937 byla dokončena jednokolejná bloková smyčka Sparta, vedená ulicemi Korunovační, Na Výšinách a U Sparty, užívání však bylo povoleno až od 13. září 1939. Od 30. dubna 1955 byl doplněn dvojkolejný oblouk od Špejcharu a ke smyčce byla přibudována kolej do Komsomolské ulice (dnes Jana Zajíce) ve funkci vratného trojúhelníku. Od 2. listopadu 1961 bylo v rámci rozšíření Korunovační ulice odstraněno napojení smyčky Sparta do Korunovační ulice. Zbytek smyčky byl zrušen 6. října 1978.
13. srpna 1978 byla v souvislosti se zahájením provozu linky A metra zprovozněna nová smyčka Špejchar. V původním plánu se počítalo se zrušením tratí kolem Pražského hradu, v Chotkově a Badeniho ulici a na Mánesově mostě. V roce 1977 byla vybudována také předjízdná kolej před křižovatkou Prašný most.
V roce 1994 byl zrekonstruován úsek Prašný most – Špejchar v provedení otevřeného svršku. V roce 2002 byl svršek opatřen travnatým krytem.
V úseku přes Letenskou pláň byl v roce 2008 provoz dlouhodobě přerušen z důvodu výstavby tunelu Blanka. Bylo navrhováno zrušení tramvajové smyčky Špejchar a vybudování nové tramvajové smyčky poblíž Letenského náměstí. Provizorně byly obousměrné tramvaje ukončeny u zastávky Sparta na kolejovém přejezdu. Pod vlivem dopravních problémů po zahájení výluky město deklarovalo záměr vybudování provizorní objízdné tramvajové trati, ale později od něj bylo upuštěno. Pokračující výstavba tunelu Blanka vyvolala zásadní přestavbu i v dalších částech trati (Prašný most, Patočkova).

## Trasa a zastávky

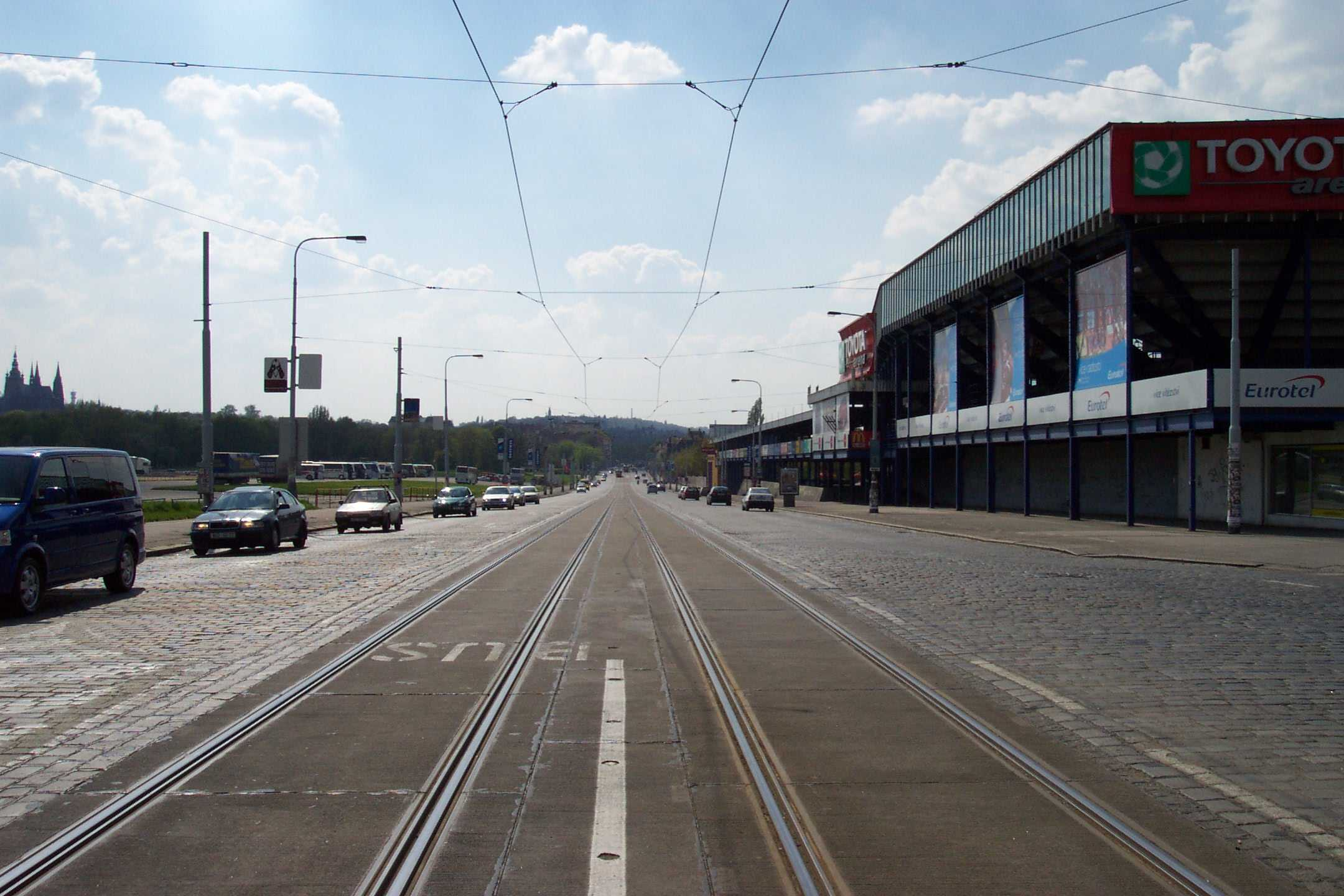
Trať na Letenské pláni u stadionu Sparty

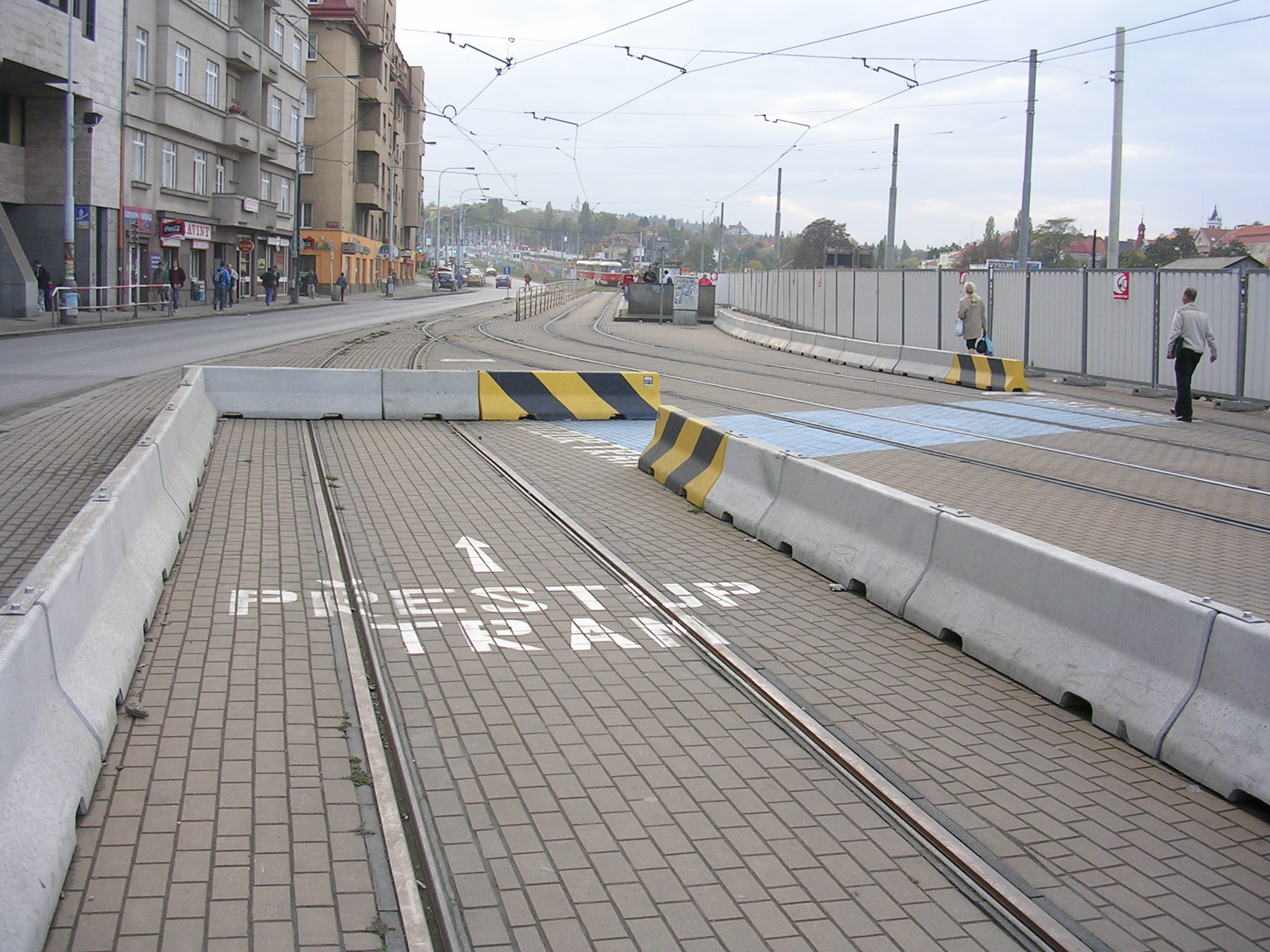
Úpravy u stanice Hradčanská po dobu výstavby tunelu Blanka

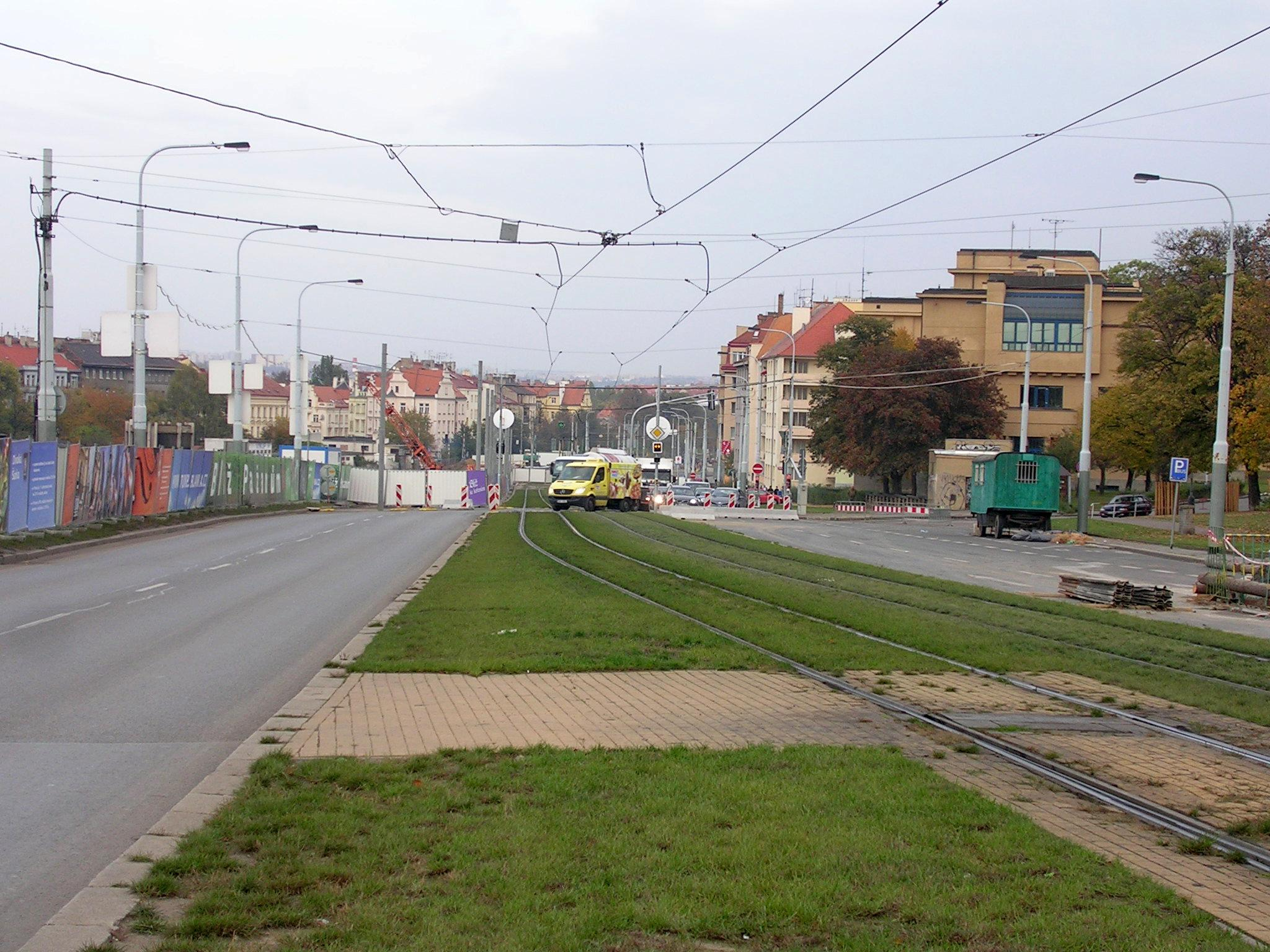
Zatravněný úsek mezi Prašným mostem a Hradčanskou

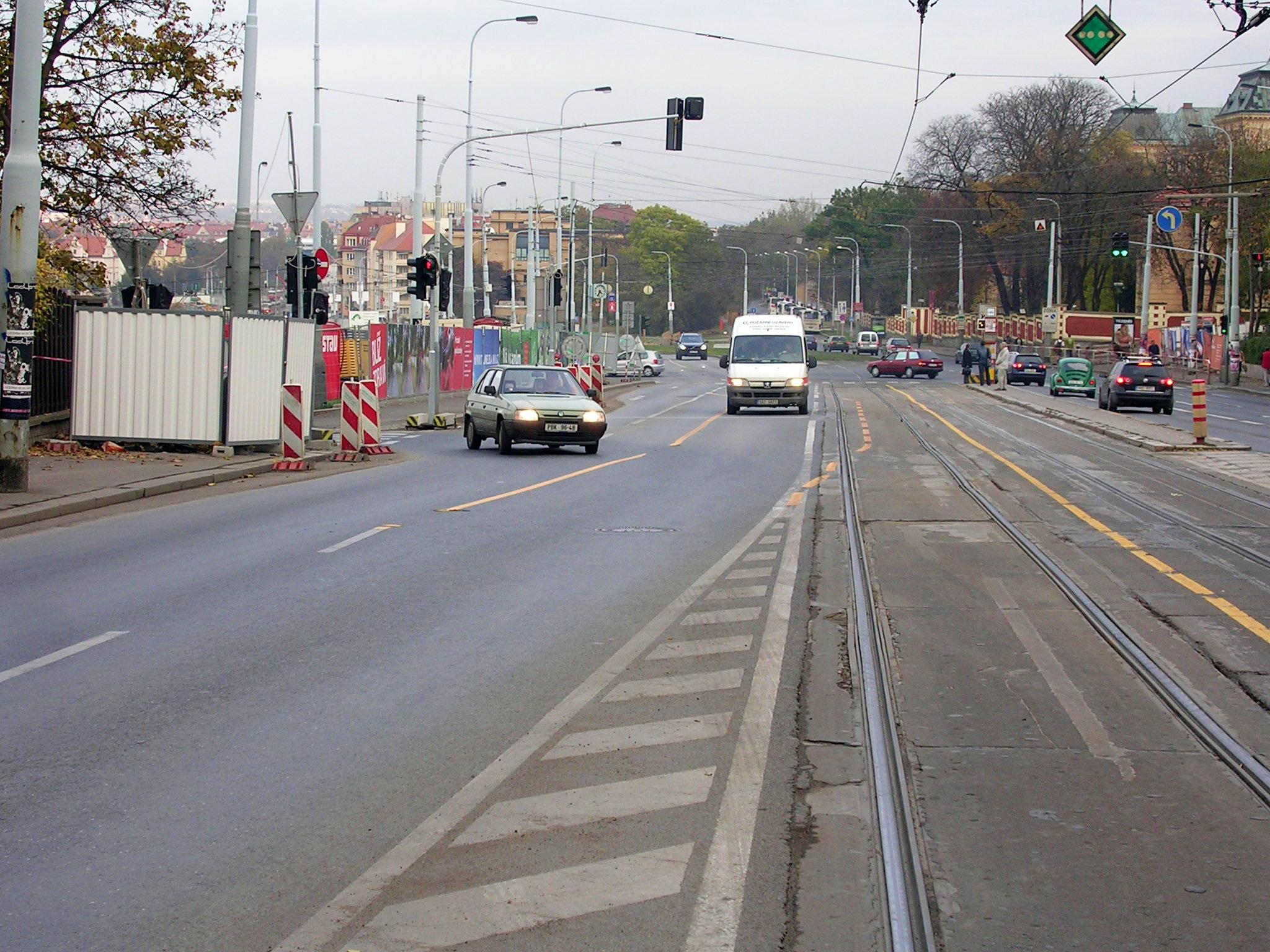
Zastávka Prašný most

V úseku husté zástavby mezi Strossmayerovým a Letenským náměstím je tramvajová trať vedena ulicí Milady Horákové ve středu komunikace v úrovni vozovky a svršek je tvořen velkoplošnými panely BKV, vzhledem k parkujícím automobilům je silniční provoz veden zčásti po kolejovém pásu; průjezdní automobilová frekvence byla z tohoto úseku vytlačena jinam a ulice tak má charakter bulváru s obslužným provozem. V zastávkách Strossmayerovo náměstí a Letenské náměstí byly v rámci zklidňování komunikace vybudovány řádné nástupní hrany.
V úseku ulice Milady Horákové mezi Letenským náměstím a křižovatkou Špejchar je trať vedena středem frekventované ulice, na níž vozovka v každém směru má zhruba dva jízdní pruhy. Trať je vedena v úrovni vozovky a je tvořena velkoplošnými panely BKV.
V úseku ulice Milady Horákové od křižovatky Špejchar ke křižovatce Prašný most je trať vedena ve zvýšeném tramvajovém pásu, který byl rekonstruován do podoby zatravněného svršku, v oblasti zastávek a výhybek je kryt tvořen barevnou betonovou dlažbou.
Od křižovatky Prašný most až ke křižovatce Patočkova – Myslbekova je trať ulicemi Milady Horákové a Patočkova vedena ve zvýšeném tramvajovém pásu, v Myslbekově ulici je tramvajový pás v úrovni vozovky. Úsek Octárna – Malovanka je tvořena velkoplošnými panely BKV.
Světelné signalizační zařízení je na křižovatkách Strossmayerovo náměstí, Letenské náměstí, u odbočky do smyčky Špejchar, na křižovatce Špejchar, na křižovatce Prašný most, na křižovatce Sirotčinec (U Brusnice, Pevnostní), na křižovatce Octárna a na křižovatce Patočkova – Myslbekova.
- křižovatka Strossmayerovo náměstí, napojení na trať v ulici Dukelských hrdinů a trať Antonínskou ulicí, kompletní křižovatka
- Strossmayerovo náměstí, zastávka ve směru od Letné, zastávkový mys (zastávky na ostatních tratích jsou umístěny rovněž před křižovatkou) (původní název: Belcrediho třída, v roce 1929 již zastávka dnešního názvu)
- Kamenická, zastávka v obou směrech, nástup přes vozovku (v roce 1929 i 1938 název Kamenická ulice, v roce 1948 již dnešní název)
- Letenské náměstí, zastávka v obou směrech, ve směru na Letnou nástup z chodníku, ve směru z Letné rovněž (původně mělo jít o zastávku vídeňského typu). Původní název zastávky (1907) byl (Bubeneč,) Čechova třída, v roce 1948 měla již zastávka dnešní název.
- Sparta, zastávka v obou směrech, nástupní ostrůvky (v roce 1929 i 1938 název U Sparty, v roce 1948 měla zastávka již dnešní název)
- v úrovni ulice U Vorlíků bývala původně (1908) zastávka Letná
- odbočka do smyčky Špejchar
- křižovatka Špejchar, napojení trati z Badeniho ulice (v roce 1929 i 1938 bývala v okolí této křižovatky zastávka Bubeneč, v roce 1948 Špejchar)
- Hradčanská, v obou směrech se trať rozděluje předjízdnou kolejí ke dvěma nástupištím s vlastními výstupy ze stanice metra. Původně (v roce 1908) se zastávka v těchto místech jmenovala Bubeneč, Nádraží v Brusce, v roce 1929 i 1938 Nádraží v Dejvicích, v roce 1948 Nádraží Dejvice
- křižovatka Prašný most, odbočení trati do Divoké Šárky a Podbaby, v letech 1910–1913 spojovací trati k Pražskému hradu
- Prašný most, zastávky v obou směrech, nástupní ostrůvky (v roce 1929 i 1938 název U Prašného mostu, v roce 1948 již dnešní název)
- křižovatka Sirotčinec, napojení spojky v ulici U Brusnice; zde končí ulice Milady Horákové a začíná Patočkova
- odbočka do vozovny Střešovice (dolní vrata, vjezd)
- Vozovna Střešovice, zastávka do centra, nástupiště na zvýšeném tramvajovém pásu, kolej pro výjezd z vozovny je v prostoru zastávky souběžná s traťovou kolejí (původní název zastávky v roce 1909 byl Střešovice, v roce 1938 již Střešovická vozovna, v roce 1948 dnešní název)
- výjezd z vozovny Střešovice (horní vrata)
- Vozovna Střešovice, zastávka z centra, nástupiště na zvýšeném tramvajovém pásu
- křižovatka Octárna, odbočení trati na Petřiny
- bývalá zastávka Na Octárně (doložena např. 1938), v roce 1948 zastávka Octárna
- odbočení trati z Patočkovy ulice do Myslbekovy
- Park Maxe van der Stoela, zastávky v obou směrech, nástupní ostrůvky (v roce 1938 zastávka Alexandrova kolej, v roce 1948 Titova kolej, do roku 2022 Hládkov)
- odbočení jednokolejné spojky od Dlabačova ulicí Hládkov k Pohořelci
- křiž. Myslbekova – Za Pohořelcem, bývalé vyústění blokové smyčky Malovanka
- křižovatka Dlabačov-Malovanka, napojení na trať od Pohořelce k Bílé Hoře mezi zastávkami Pohořelec a Malovanka

## Napojení
Strossmayerovo náměstí: kompletní kolejová křižovatka se všemi kolejovými oblouky. Trať z ulice Milady Horákové je křižována tratí po ulici Dukelských hrdinů, navazuje na ni trať Antonínskou ulicí ke stanici metra Vltavská. Trať z Letenského náměstí původně (1907) byla napojená oblouky pouze směrem k nábřeží. Trať z Antonínské ulice původně (od roku 1932) navazovala pouze na trať ve směru na Špejchar. Při rekonstrukci od 4. července do 1. září 1977 byly doplněny i oblouky do obou směrů ulice Dukelských hrdinů, od 22. června 1978 doplněné i trolejovým vedením. Při rekonstrukci od června do srpna 2001 byly doplněny i oblouky z ulice Milady Horákové směrem k Výstavišti. Svršek je klasické konstrukce s dřevěnými a betonovými pražci a krytem z žulové dlažby.
Křižovatka Špejchar (Hradčanská): kolejová křižovatka tvaru T s tratí z dnešní Badeniho ulice, s kompletním obloukovým napojením. Plány na odbočnou trať dnešní Pelléovou ulicí do Bubenče a Dejvic byly zamítnuty kvůli nutnosti úrovňového křížení s Buštěhradskou dráhou (Trať 120). Poslední velkou rekonstrukcí prošla křižovatka v roce 1993, kryt tvoří žulová dlažba.
Křižovatka Prašný most: křižovatka tvaru T s kompletním obloukovým propojením, odbočení trati do Divoké Šárky a Podbaby na sever do Svatovítské ulice. V letech 1910–1913 zde odbočovala na jih ulicí U Prašného mostu krátká strmá manipulační spojovací trať k Pražskému hradu. V roce 1977 byla křižovatka kompletně zrekonstruována, od té doby je ve směru od Hradčanské zřízena před křižovatkou předjízdná kolej pro odbočení k Vítěznému náměstí.

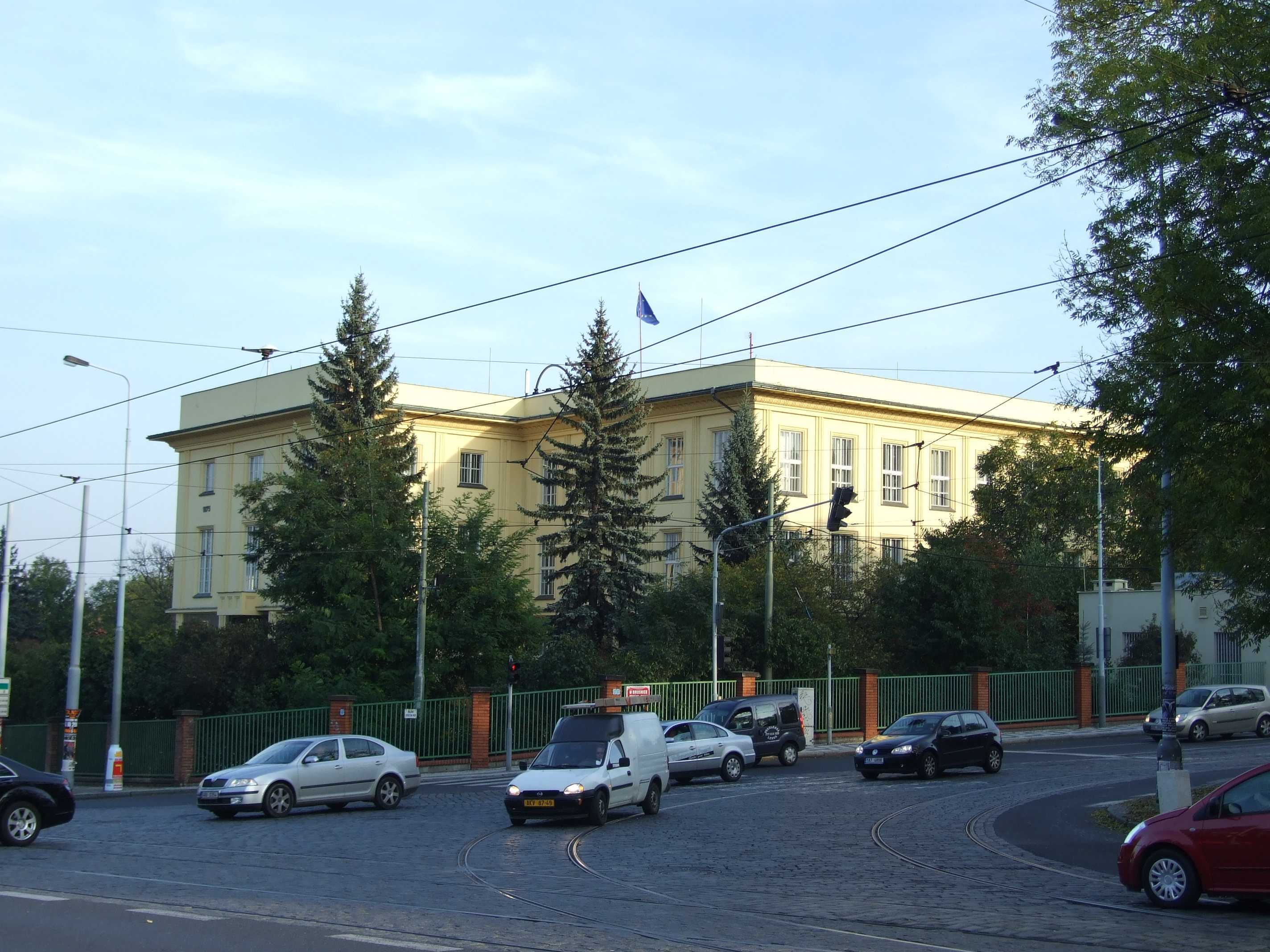
Křižovatka Sirotčinec (Milady Horákové – Patočkova – U Brusnice)

Křižovatka Sirotčinec, napojení spojky v ulici U Brusnice, kolejová křižovatka typu T s kompletním obloukovým propojením; zde končí ulice Milady Horákové a začíná Patočkova. V roce 1997 prošla křižovatka kompletní rekonstrukcí.
Vozovna Střešovice má zvlášť vjezdová vrata a zvlášť výjezdová vrata. Při zatahování na některé koleje však tramvaje musely výjezdovými vraty vyjíždět do Patočkovy ulice a couvat zpět, což je také jedním z důvodů, proč byly vozovna vyloučena z běžného užívání a změněna v muzeum MHD. V prostoru vozovny je ukončena sezonní nostalgická linka 91, zastávku má uvnitř areálu. Do vozovny je možno zajíždět pouze ve směru od centra (od křižovatky Sirotčinec), rovněž vyjíždět lze pouze směrem do centra. Kolej pro výjezd vozovny tvoří v prostoru zastávky jakousi „druhou staniční kolej“, k traťové koleji se připojuje až za zastávkou.
Křižovatka Octárna, tvaru T (má kompletní obloukové propojení s tratí na Petřiny. Oblouk od Petřin k Hládkovu byl jako jednosměrný nově zprovozněn 25. května 1948, od 4. června 1965 byl doplněn i oblouk pro opačný směr (od Hládkova k Petřinám). Oblouky mezi Ořechovkou a Hládkovem však nikdy nesloužily pravidelnému provozu.
Myslbekova – Hládkov, odbočení jednosměrné spojovací koleje vedoucí ulicí Hládkov k Pohořelci. Původně, v době levostranného provozu, byla kolej určena pro opačný směr, od Pohořelce k Malovance. Napojení koleje umožňuje jízdu pouze ve směru od křižovatky Malovanka k zastávce Brusnice.
Křižovatka Malovanka (Dlabačov), napojení na trať od Pohořelce k Bílé Hoře mezi zastávkami Pohořelec a Malovanka je tvořeno kompletní křižovatkou tvaru T (s oblouky v obou směrech). V roce 1996 byla křižovatka rekonstruována, kryt tvoří žulová dlažba.

## Obratiště
Tramvajová smyčka Špejchar v západní části Letenské pláně je umístěna jižně od trati. Vjezd i výjezd ze smyčky je soustředěn do jedné křižovatky společně s ulicí Na Špejcharu. Na jejím místě měla vyrůst nová budova Národní knihovny. Na hlavní trati v oblasti smyčky Špejchar žádná zastávka není. V roce 1982 se u vjezdu smyčky Špejchar stala nejtragičtější pražská tramvajová nehoda. Křižovatka u vjezdu do smyčky prodělala rekonstrukci v roce 1996. Poslední pravidelná linka, 23, smyčku opustila v roce 1991. Do léta 2005 byla smyčka Špejchar stanovištěm záložního vozu vozovny Vokovice.
Tramvajová smyčka Letenské náměstí je naplánována kamsi do východní části volné plochy Letenské pláně, poblíž budovy ministerstva vnitra. Ačkoliv projekty jsou připraveny, smyčka ještě nezačala být budována a její budoucnost a financování ještě nejsou definitivně dořešeny.
Bývalá bloková smyčka Malovanka vedla ulicemi Na Malovance a Za Pohořelcem, z níž ústila do trati v Myslbekově ulici. Smyčka byla zprovozněna 5. června 1932 a zrušena 1. listopadu 1967; část napojená k trati v Myslbekově ulici byla zrušena až roku 1971. Torzo kolejnice v oblouku z ulice Za Pohořelcem do Myslbekovy ulice je ve výtluku vozovky patrné dosud (2004).

## Provoz
První linka do zastávky Čechova třída začala jezdit 9. června 1907, ještě před zavedením číslování linek. Jezdily na ní červené vozy označené červeným reflektorem a červenými směrovými tabulkami a na jízdenkách byla označena písmenem F. Zprvu vedla na Letnou z Josefského náměstí (dnes náměstí Republiky), od 17. října 1907 byla prodloužena přes Václavské náměstí k Vinohradským hřbitovům a od 6. května 1908 začala být označována číslem 11. Od 21. listopadu 1908 byla prodloužena do stanice Nádraží v Brusce. Linka 11 byla pak prodloužena i k vozovně Střešovice. Po reorganizaci linkového vedení k 15. červenci 1914 byla linka 11 v části své trasy posílena linkou 10, která ve směru od Prahy končila u nádraží v Brusce.
V roce 1924 jezdila linka 11 ve stejné trase až do Střešovic; v zastávce Čechova třída končila navíc linka 4 od Nuslí a úsekem mezi Strossmayerovým náměstím a Špejcharem navíc projížděla okružní linka 2. V roce 1929 tyto tři linky vytrvaly, navíc úsekem mezi Chotkovými sady a Prašným mostem jezdily linky 7, 20 a 23.
V roce 1938 okružní linka 2 oblastí projížděla stále ve stejné trase, linka 11 byla z Prašného mostu odkloněna k Vokovicím, linka 18 projížděla úsekem od Strossmayerova náměstí na Prašný most a pokračovala do Podbaby, linka 22 projížděla úsekem od Chotkových sadů kolem střešovické vozovny na Dlabačov, linka 20 od Chotkových sadů směrem k vojenské nemocnici, linky 7 a 23 ve směru od Chotkových sadů k náměstí Vítězství. V roce 1948 bylo vedení linek v oblasti podobné, jen linka 22 opustila tuto trať a vrátila se na trať kolem Hradu a přibyla linka 8 v celé délce od Strossmayerova náměstí až k Malovance.
V roce 1975 projížděly mezi Strossmayerovým náměstím a Špejcharem linky 1, 8, 11, 18, 25 a 31, v úseku mezi Špejcharem a Prašným mostem se k nim přidaly linky 2, 23 a 30, přes zastávku Vozovna Střešovice projížděly linky 1, 20 a 31 na Petřiny a 2 a 8 na Malovanku.
V roce 1980 přes zastávku Chotkovy sady žádná denní linka nejezdila. Ze smyčky Špejchar vyjížděly dvě napájecí linky: 20 na Petřiny a 23 přes Prašný most a Pohořelec na Vypich. Z Petřiny přes Prašný most do Divoké Šárky jezdila linka 2. Od Strossmayerova náměstí po Prašný most jezdily přes Letnou linky 18, 25 a 26, na Petřiny linka 31, v celé délce trati i nadále linka 8.
V roce 1990 jezdily v úseku Strossmayerovo náměstí – Špejchar linky 1, 8, 25, 26, 51 a 56, ze smyčky Špejchar se k nim připojila linka 23 (která ulicí U Brusnice přejížděla k Pohořelci) a z Badeniho ulice linky 18 a 57, v úseku Prašný most – Vozovna Střešovice jezdily linky 1, 2, 18 a 56 na Petřiny a linky 8 a 57 na Malovanku. Linka 23 byla v roce 1991 zrušena.
Od 30. srpna 2003 došlo k záměně vedení linek 8 a 25 a přibyla linka 15, která v tomto úseku kopíruje linku 25. V současné době (2008) tak podle pravidelného linkového vedení jezdí v úseku Strossmayerovo náměstí – Špejchar linky 1, 8, 15, 25, 26, 51 a 56, v úseku u zastávky Hradčanská navíc ještě linky 18, 20 a 57. V úseku Prašný most – Vozovna Střešovice jezdí jednak linky ve směru na Petřiny (1, 2, 18, 56) a také linky ve směru na Malovanku (15, 25, 57).
U zastávky Hradčanská je významné přestupní místo nejen na metro, ale i na několik městských autobusových linek a na příměstské a dálkové autobusy. Návaznost na městské autobusy je i u střešovické vozovny, kde od roku 1936 navazovala ve směru na Bořislavku i první pražská trolejbusová linka.